# Bamona falliana
Bamona falliana är en skalbaggsart som beskrevs av Thomas Casey 1893. Bamona falliana ingår i släktet Bamona och familjen kortvingar. Inga underarter finns listade i Catalogue of Life.